# Guadalcanal
Guadalcanal (nome in lingua originale Isatabu) è un'isola di 5336 km² situata nell'Oceano Pacifico, appartenente all'arcipelago delle Isole Salomone. L'isola - la più estesa dell'arcipelago - è quasi interamente ricoperta dalla giungla (93%) e su di essa è situata la capitale dello stato delle Isole Salomone, Honiara. Guadalcanal conta una popolazione di 109 382 abitanti (1999) e vi si trova il Monte Popomanaseu che, con i suoi 2 335 metri, è la cima più alta dell'isola e dell'arcipelago.
Durante la seconda guerra mondiale Guadalcanal divenne teatro di una famosa campagna che ebbe luogo tra il 7 agosto 1942 e il 9 febbraio 1943. È stata anche narrata nel film La sottile linea rossa del regista Terrence Malick e nella serie televisiva The Pacific.

## Storia
Scoperta nel 1568 durante la spedizione condotta da Álvaro de Mendaña, venne chiamata Guadalcanal dal nome della città natale di Pedro de Ortega, secondo di de Mendaña. Il nome dell'isola variò nel tempo finché nel 1932, nel frattempo divenuta territorio dell'Impero Britannico, venne ufficialmente fissato in Guadalcanal.

### Seconda guerra mondiale
Nel maggio 1942 l'isola venne occupata dalle truppe dell'Impero giapponese che continuavano la loro avanzata nel Sud-Pacifico e che iniziarono la costruzione di un aeroporto. L'isola divenne quindi oggetto della prima invasione su larga scala delle forze statunitensi nella seconda guerra mondiale. La feroce battaglia, che avveniva contemporaneamente su terra e su mare, continuò fino al gennaio 1943 quando le truppe giapponesi lasciarono l'isola, dichiarata sicura solo il successivo 9 febbraio.
Sull'isola è presente l'Aeroporto Internazionale di Honiara.